# Chóforo Padilla
Felipe Raúl Padilla Inclán, conhecido por Chóforo Padilla (Monterrey, 2 de maio de 1940 — Cidade do México, 24 de maio de 2013), foi um ator mexicano. "Chóforo" é filho do ator e humorista "Raúl Chato Padilla", o carteiro Jaiminho da turma do Chaves.
Raúl "Chóforo" Padilla atuou em "Simplemente María" (Simplesmente Maria, 1989),  "María Mercedes" (1992),  "María la del Barrio" (1995) como Urbano, ao lado de Ricardo Blume (Fernando de la vega), Irán Eory (Victória de la Vega "Irán Eory morreu no dia 10 de março de 2002, de derrame cerebral, na Cidade do México), Fernando Colunga (Luís Fernando de la Vega), Thalía (María Hernández de la Vega), Meche Barba (Lupe "Meche Barba morreu no dia 14 de janeiro de 2000, na Cidade do México, vítima de enfisema pulmonar), Beatriz Moreno (Filipa), Itatí Cantoral (Soraya Montenegro de la Vega), Sílvia Caos (bruxa Calixta "Sílvia Caos morreu no dia 16 de abril de 2006 também na Cidade do México de câncer em função do cigarro"), Ludwika Paleta (Tita/Maria dos Anjos de la Vega Hernández) e Rebeca Manríquez (Carlota),  "Rosalinda" (1999) como Bonifacio, "Carita de ángel" (2000), "¡Vivan los Niños!" (Viva às crianças) (2002) como Felipe e "La fea más bella" (A feia mais bella) (2006) como Ramiro. Todos estes trabalhos foram exibidos no Brasil pelo SBT.
Raúl Padilla ficou conhecido no Brasil através da telenovela "Maria do bairro", onde seu personagem Urbano cortejava Filipa, cozinheira da família de la Vega, mas vivia atrás de Carlota, que apesar de arrumadeira na mansão, sua principal função era "bisbilhoteira". Mas Carlota não dava a mínima para Urbano.
Morreu em 24 de maio de 2013 aos 73 anos devido a um infarto fulminante às 7 da manhã depois de ingressar no Hospital Santelena, donde ia para realizar uma hemodiálise.

## Telenovelas
- Qué bonito amor (2012) ... Rigoberto Guerra
- Un refugio para el amor (2012) ... Serápio
- Soy tu dueña (2010) ... Padre Ventura
- Un gancho al corazón (2008-2009) ... Don César
- Destilando amor (2007) ... Crispin Castaño
- La fea más bella (2006-2007) ... Ramiro Latelo
- Sueños y caramelos (2005) ... Gonzalo
- Amy, la niña de la mochila azul (2004) ... Jeronimo
- ¡Vivan los niños! (2002-2003) ... Felipe
- Carita de ángel (2000-2001) ... Pascual
- Alma rebelde (1999) ... Narciso Nº1
- Rosalinda (1999) ... Bonifacio
- Preciosa (1998) ... Libaldo
- Esmeralda (1997) ... Trolebus
- María la del Barrio (1995-1996) ... Urbano Gonçales
- María Mercedes (1992-1993) ... Chupes
- Simplemente María (1989-1990)
- Angelitos negros (1970) ... Don Romualdo

### Series de televisão
- El Pantera (2007 - 2009) ... Tomás "Gorda con Chile"
- Vecinos (2006)
- XHDRBZ (2003)
- La Escuelita VIP (2003)
- Chespirito (1980/1995) Vários personagens